# Ball Bullet Gun
Ball Bullet Gun (ou encore B.B.GUN) est un tactical RPG sorti sur Super Famicom en 1995, seulement au Japon.

## Système de jeu
Le joueur dirige une équipe de soldats, qui combat d'autres équipes sur des terrains variés. Le joueur peut composer son équipe comme il l'entend avec des personnages aux caractéristiques diverses, choisis par spécialités («Attacker», « Task Force », « Defender » ou « Sniper »), avec plusieurs choix de personnages pour chaque spécialité.
L'existence d'un « brouillard de guerre » (ou « fog of war ») (le joueur ne voit que ce qui apparaît dans le champ de vision de ses unités) rend l'avancée des unités difficile et en fait un choix stratégique crucial, à la manière de X-Com - Terror from the Deep. Le jeu comprend 24 missions aux objectifs divers (« tuez-les tous », « sauvez les prisonniers et escortez-les jusqu'au point X » ou encore « tuez le leader »).